# Christian 3.s Bibel
Christian 3.s Bibel eller Biblia, Det er den gantske Hellige Scrifft, vdsæt paa Danske fra 1550 er den første helbibel på dansk. Den er i folioformat.

## Historie
Efter reformationen i 1536 var der behov for en nyordning af rigets kirke- og skoleforhold. Kirkeordinansen fra 1537/39 havde et afsnit om de "særlige bøger, som landsbypræsterne skal have, og som de ikke uden skade kan undvære": "De skal først og fremmest eje den hellige Bibel, som er en kilde til al retsindig gudsfrygt."
Der fandtes dog ingen samlet bibel på dansk, men allerede før reformationen havde flere personer arbejdet på danske oversættelser af dele af de bibelske tekster.
Der er kun sparsomme oplysninger om denne bibels oprindelse og tilrettelæggelse.
Kun den tyske bogtrykker Ludwig Dietz og kongen nævnes. End ikke Martin Luther omtales, skønt det var kongens ønske at oversættelsen skulle ligge så tæt som muligt op ad Luthers tyske oversættelse. Det synes at fremgå af Hans Thomissøn lig- eller mindetale over kongen, at det var ham, der havde taget initiativet til, at det blev Christiern Pedersens oversættelse fra 1543 "paa ret forstandeligt Dansk", der skulle være udgangspunkt for oversættelsen.
Der forelå forskellige forarbejder som kunne indgå i arbejdet:
- 1539 Peder Tidemands Dommerbogen
- 1535 Hans Tausens De Fem Mosebøger efter grundteksterne [6]
- 1529 Christiern Pedersens Nye Testamente efter latinske kilder [6]
- 1528 Frands Vormodsens Salmernes Bog
- 1524 Christian 2.s Bibel – første danske Bibel på tryk (kun det Nye Testamente)
- 1480 Bibelens første 12 bøger (håndskrift, sandsynligvis fra Birgittinerklosteret i Mariager, Det Kongelige  (se oversigt)

Hans Tausen havde i 1543 fået privilegium til en oversættelse, men hans arbejde lå måske for langt fra Luthers oversættelse for kongens smag, og er gået tabt. Det blev Christiern Pedersens oversættelse, der kom til at danne grundlag for den kommission, der blev nedsat til at redigere den endelige version. Kommissionen bestod af Peder Palladius, Johannes Machabæus, Niels Hemmingsen, Hans Henriksen og Peder Tidemand.
Der har dog ifølge Bertil Moldes undersøgelser i hans doktorafhandling fra 1949 været inddraget yderligere materiale end Christian Pedersens oversættelse, blandt andet Lutherbibelen fra 1545, den såkaldte "Bugenhagen-" eller "Lübeckerbibel" fra 1533/34, Vulgata, den svenske Gustav Wasa-bibel fra 1540-41, og tidligere oversættelser fra reformationstiden.
Fortalen er formodentlig af Peder Palladius, og drejede sig ikke så meget om indholdet som om den rette fortolkning og hvem der kunne fortolke Bibelen, nemlig fagfolk. Denne fortale kom dog kun til at indlede denne første danske bibel.
Christian 3.s Bibel lagde også grundlaget for dansk retskrivning med former som offuer (= over), loffue (= love), bliffuer, aff, oc eller och, Vnge (= unge) osv.

## Format
Den tyske bogtrykker Ludwig Dietz fik opgaven at tilrettelægge Bibelen. Han genbrugte træsnit af Erhard Altdorfer fra "Lübeckerbibelen" fra 1533/34, som var Luthers bibel på middelnedertysk.
Resultatet blev en stor og dyr bibel, som kun få havde råd til. Formatet var folio, og Lindhardt kalder den for en kirkebibel beregnet til alteret, ikke en folkebibel. Den blev trykt i 3.000 eksemplarer à fem daler, svarende til prisen på en okse eller 30 tønder rug. Det var meningen, at alle kirker skulle anskaffe et eksemplar. Da nogle forsvandt fra kirkerne, blev det krævet, at de skulle lænkes fast. Danske kirker blev først tilgodeset, og vistnok fandt kun 96 eksemplarer vejen til Norge.

## Titelbladet
Titelbladet er et træsnit af Erhard Altdorfer, som også havde udført et til den nedertyske foliobibel af Ludwig Dietz i Lübeck 1533-34, Lübeckerbibelen eller "Bugenhagenbibelen". Det er et træ med en venstre side til illustration af den gamle pagt (loven, fortabelse) og højre side til den nye pagt (evangeliet, frelse). Dette træmotiv går tilbage til Lucas Cranach den ældre, og forekommer i mange varianter.

## Galleri
| - Romerbrevets opsætning i sammenligning - Romerbrevet kapitel 1. Under Martin Luthers refleksion over Romerbrevet 1,16-17 gik betydningen af "Guds retfærdighed" op for ham ved hans tårnoplevelse. I Christian 3.s bibel er disse vers fremhævet i trykket (fem linjer ud for nederste note). - Til sammenligning er versene fra "tårnoplevelsen" sat som den øvrige tekst her i Luther-bibelen, nederste afsnit på siden - og første afsnit på følgende side. |

| - Christian 3.s Bibel. Lukasevangeliet kapitel 2, Juleevangeliet. - Et eksemplar, der skal have tilhørt Peder Skram. - Titelbladet fra Lübeckerbibelen fra 1533/34 på middelnedertysk (de). |